# Liška kapa
Liška kapa (hrvaško Lička kapa), znana tudi kot kićanka ali crvenkapa (dob. »rdeča kapa«), je pomemben kulturni simbol regije Lika na Hrvaškem in del liške narodne noše, ki so jo tradicionalno nosili lokalni Hrvati in Srbi. Je valjaste oblike, z ravnim vrhom v rdeči barvi, črnimi stranicami in pogosto s črnimi resicami zadaj.

## Izvor
Liška kapa naj bi bila izpeljanka starodavnih japodskih pokrival. V bronasti dobi so Japodi kot osnovo svoje kape uporabljali bronasto pločevino, ki je bila podložena s tekstilom ali usnjem in pritrjena z bronastimi resami. Med vsemi kratkimi okroglimi kapami je liška kapa najbližja kapam, ki jih vidimo na ilirskih bronastih fragmentih. Slovanski naseljenci so prevzeli del avtohtone kulture Japodov in del njihove noše, kot je kapa. Čeprav v Liki rdeče čepice tradicionalno nosijo moški, jih v bližnjih regijah nosijo tudi ženske.

## Zgodovina
Med habsburško vladavino nad Hrvaško so Avstrijci ustvarili tamponsko ozemlje proti osmanskim Turkom, imenovano Hrvaška vojna krajina. Tu so ustanovili vojaško policijsko enoto, ki so jo imenovali Seressaner (iz latinščine pomeni »prebivalci šotorov«), sestavljeno iz moških iz premožnih liških družin. Na Kordunu, v Vojni krajini, je avstrijska vojaška noša pozneje postala del narodne noše, kasneje pa se je namesto avstrijske vojaške kape uveljavila liška kapa. Belokranjski Srbi so prevzeli kapo. Bude Budisavljević v svojih spominih na Frana Kurelca piše, da je liški Kurelac ob posebnih priložnostih zagotovo nosil svojo rdečo liško čepico.
Liški hajduki naj bi to kapo uporabljali v bojih z osmanskimi Turki. Regionalno poreklo kape dokazuje njeno sorodnost z drugimi dinarskimi slogi, kot sta črnogorska kapa in šibeniška kapa. Grb Hrvaške (šahovnica) je pogosto okrašen na kapici, nekatere starejše različice pa imajo cizelirane motive na njih. V sodobnem času jih nosijo predvsem na festivalih v polnih nošah in pri narodnih plesih.

## Tradicije
Etnologinja Nerina Eckhel opisuje sodobne liške kape, ki imajo skupne značilnosti rdeče okrogle ploščate kape z debelim črnim vezenjem ob straneh. Posamezniki so kapo pogosto okrasili po svojih željah, najpogostejši dodatki so bili dodajanje daljših črnih niti ali okrasitev vrha kape z nacionalnimi ali verskimi motivi.
V Ogulinu je liška kapa, ko jo niso uporabljali, vedno obešena v osrednjem prostoru hiše kot okras in na častnem mestu. Ob pokopu mlajši moški nosijo rdečo liško kapo, starejši moški pa črno tekstilno kapo.